# روبرت يوليوس ترومبلر
روبرت يوليوس ترومبلر (بالإنجليزية: Robert Julius Trumpler)‏ هو فلكي سويسري ولد في زيورخ سنة 1886 وتوفي في الولايات المتحدة سنة 1956.

## نجوم ترومبلر
هي نجوم تم تعيين كتلها على يد الفلكي ترومبلر فوجدت مئات المرات مثل كتلة الشمس، والنجوم التي لها مثل هذه الكتلة لابد أن تكون غير مستقرة حسبما يتضح من الأبحاث النظرية، من هنا فإنه يبدو من المحتمل أن تكون هذه الكتل التي عينها ترومبلر خاطئة في استنتاجها من الأرصاد.

## المصدر
- الموسوعة الفلكية